# Loh Sea Keong
Dans ce nom, le nom de famille, Loh, précède le nom personnel.
Loh Sea Keong (chinois simplifié : 罗熙强 ; chinois traditionnel : 羅熙強 ; pinyin : Luó Xīqiáng; en cantonais jyutping Lo4 Hei1 Koeng4), né le 2 novembre 1986 à Kuala Krai (en), est un coureur cycliste malaisien. Il est membre de l'équipe  Roojai.

## Biographie
En 2013, il remporte le classement général du Jelajah Malaysia, il devient ainsi le premier malaisien à remporter une compétition de l'Union cycliste internationale. À la fin de cette saison, il signe avec l'équipe néerlandaise Giant-Shimano, cette signature est historique puisque pour la première fois un malaisien courra dans une équipe UCI World Tour. Il termine sa saison 2014 en se cassant le sternum lors du Tour de Burgos. Non conservé par Giant-Shimano à l'issue de la saison 2014, il signe dans la nouvelle équipe continentale néerlandaise SEG Racing.

## Palmarès

### Par années
- 2008
  - 3e étape du Tour de Thaïlande
- 2012
  - 2e du Tour des Philippines
- 2013
  - 2e étape du Tour de Thaïlande
  - 4e étape du Tour de Singkarak
  - Classement général du Jelajah Malaysia
  - 2e de la Melaka Governor Cup
- 2014
  - 10e du championnat d'Asie sur route

### Classements mondiaux
| Année         | 2007 | 2008 | 2009 | 2010 | 2011 | 2012 | 2013 |
| ------------- | ---- | ---- | ---- | ---- | ---- | ---- | ---- |
| UCI Asia Tour | 238e | 213e |      |      |      | 74e  | 19e  |